# Spiroplasma phoeniceum
Spiroplasma phoeniceum è una specie di batterio appartenente alla famiglia delle Spiroplasmataceae.